# Миргородська 1-ша полкова сотня
Перша Миргородська сотня (вона ж і Миргородська сотня, Перша полкова сотня) — адміністративно-територіальна та військова одиниця Миргородського полку за Гетьманщини (Військо Запорозьке Городове) з центром у містечку Миргород, яке від 1763 року також центр судового повіту Миргородського судового округу.

## Історія
Створена ще у 1625 році як військовий підрозділ Миргородського козацького полку. Після «Ординації» 1638 року увійшла до складу Переяславського полку.
Як адміністративна одиниця сформувалася влітку 1648 року. За чисельністю населення і значною територією періодично поділялася на першу, Другу, Третю та Четверту Миргородські сотні.
Після ліквідації полково-сотенного устрою Лівобережної України у 1782 році більша частина Першої Миргородської сотні увійшла до Миргородського повіту та частково до Лубенського повіту Київського намісництва.

## Населені пункти
У 1750-х роках: місто Миргород та містечко Хомутець, села: Бакумівка, Білики, Горкушинці, Довгалівка, Єрки, Зубівка, Зуєвці, Кибинці, Мальці, Милюшки, Петрівці, Попівка, Слобідка, Сорочинці, Черевки, Шарківщина, Шахворостівка, Ярмаки.

## Сотенний устрій

### Сотники
| - Мандрика Пилип (1649) - Апостол Павло (1651) - Прокопович Степан (1657) - Ольшанський Петро (1658) - Донець Павло Тарасович (1661) - Козленко Василь (1671) - Сахненко Фесько (1672) - Корсун Гаврило (Григорій) Якович (1672—1683) | - Михайленко Іван (1685) - Антонович Трохим (1695—1696) - Сандул Маневич (1696) - Лісницький Григорій Данилович (1707) - Зарудний Мусій Григорович (1708; 1721—1725) - Вольовач Антін (1711—1721) - Кандиба Андрій Константійович (1713—1715) - Ничко Лесько (1719) | - Короленко Антін (1722, н.) - Короленко Василь (1725, н.) - Павелко Данило (1730—1731) - Зарудний Василь Мусійович (1738—1758) - Висоцький (1739) - Ляхович Матвій (1758) - Забіла Кирило (1767) - Павелко Осип (1782). |

### Писарі
- Лук'янович Федір (? — 1679—1693 — ?)
- Михайлович Тимофій (? — 1729—1733 — ?)
- Жураховський Григорій (? — 1739—1760 — ?)
- Шамкиш (? — 1765)
- Ячний Іван (1772—1776)
- Стешенко Демид (1773—1774 — ?)
- Мамчичев Іван (1782—1783)

### Осавули
- Коробченко Іван (? — 1741 — ?)
- Шапочка Яків (? — 1742 — ?)
- Харченко Сава Михайлович (1767—1783).

### Хорунжі
- Іванович Василь (? — 1701 — ?)
- Герасименко Яцько (? — 1732 — ?)
- Кизь Григорій Антонович (1735—1751)
- Харченко Сава Михайлович (1742—1767)
- Сергієнко Сидір (1774—1783)

### Отамани
- Антонович Трохим (? — 1696 — ?)
- Михайлович Тимофій (? — 1746 — ?)
- Лахневич Григорій (? — 1752)
- Йосипович Григорій (1752 — ?)
- Сандул Іван (1755—1757)
- Золотаревський Михайло Іванович (1758—1774 — ?)
- Бровко Яків (? — 1779)
- Яропан Павло (1779—1783)

## Опис 1-ї Миргородської сотні
За описом Київського намісництва 1781 року наявні наступні дані про кількість сіл та населення Першої Миргородської сотні (за новоствореними повітами) напередодні ліквідації:
| Населені пункти 1-ї Миргородської сотні                      | Дворян і шляхетства | Різночинців | Духовенства | Церковників | Греків | Хат              | Хат                   | Хат   | Хат                                        | Хат                                                           | Всього | Всього                             |
| Населені пункти 1-ї Миргородської сотні                      | Дворян і шляхетства | Різночинців | Духовенства | Церковників | Греків | козаків виборних | козаків підпомічників | міщан | посполитих коронних, в тому числі рангових | посполитих власницьких, різночинських і козацьких підсусідків | хат    | за останньою 1764 року ревізії душ |
| ------------------------------------------------------------ | ------------------- | ----------- | ----------- | ----------- | ------ | ---------------- | --------------------- | ----- | ------------------------------------------ | ------------------------------------------------------------- | ------ | ---------------------------------- |
| Відійшли до Миргородського повіту (Київського намісництва):  |                     |             |             |             |        |                  |                       |       |                                            |                                                               |        |                                    |
| місто Миргород                                               | 16                  | 33          | 8           | 6           | —      | 183              | 324                   | —     | 55                                         | 480                                                           | 1042   | —                                  |
| село Горкушинці                                              | —                   | 1           | 1           | 1           | —      | 57               | 5                     | —     | —                                          | 11                                                            | 73     | —                                  |
| село Петрівці                                                | 1                   | 1           | 1           | 1           | —      | 150              | 12                    | —     | —                                          | 99                                                            | 261    | —                                  |
| село Ярмаки                                                  | 1                   | —           | 1           | 1           | —      | 63               | 5                     | —     | —                                          | 71                                                            | 139    | —                                  |
| село Милюшки                                                 | 1                   | —           | 2           | 1           | —      | 111              | 6                     | —     | —                                          | 90                                                            | 207    | —                                  |
| село Слобідка                                                | 1                   | —           | 1           | —           | —      | 62               | —                     | —     | —                                          | 77                                                            | 139    | —                                  |
| село Мальці                                                  | —                   | 3           | 1           | 1           | —      | 85               | 36                    | —     | —                                          | 11                                                            | 132    | —                                  |
| село Єрки                                                    | —                   | 1           | 2           | 1           | —      | 30               | 17                    | —     | —                                          | 67                                                            | 114    | —                                  |
| село Білики                                                  | —                   | 2           | 1           | —           | —      | 90               | 34                    | —     | 4                                          | 7                                                             | 135    | —                                  |
| селище Почапці                                               | —                   | —           | —           | —           | —      | 25               | 12                    | —     | —                                          | 4                                                             | 41     | —                                  |
| село Зубівка                                                 | —                   | 2           | 1           | 1           | —      | 165              | 90                    | —     | 5                                          | 55                                                            | 315    | —                                  |
| село Шафоростівка                                            | 1                   | 2           | 1           | 3           | —      | 4                | —                     | —     | —                                          | 92                                                            | 96     | —                                  |
| 1. хутір Кременецький                                        | —                   | —           | —           | —           | —      | —                | —                     | —     | —                                          | 5                                                             | 5      | —                                  |
| 2. хутір підсудка земського Зарудного                        | —                   | —           | —           | —           | —      | —                | —                     | —     | —                                          | 2                                                             | 2      | —                                  |
| 3. хутір козака Рибалки                                      | —                   | —           | —           | —           | —      | 2                | —                     | —     | —                                          | —                                                             | 2      | —                                  |
| 4. хутір козака Бобира                                       | —                   | —           | —           | —           | —      | 2                | —                     | —     | —                                          | —                                                             | 2      | —                                  |
| 5. хутір полковника Горленка                                 | —                   | —           | —           | —           | —      | —                | —                     | —     | —                                          | 1                                                             | 1      | —                                  |
| 6. хутір поручника Ламиковського                             | —                   | —           | —           | —           | —      | —                | —                     | —     | —                                          | 2                                                             | 2      | —                                  |
| 7. хутір козака Очкаса                                       | —                   | —           | —           | —           | —      | 1                | —                     | —     | —                                          | —                                                             | 1      | —                                  |
| 8. хутір отамана сотенного Бровки                            | —                   | —           | —           | —           | —      | —                | —                     | —     | —                                          | 1                                                             | 1      | —                                  |
| 9. хутір козака Сайка                                        | —                   | —           | —           | —           | —      | 2                | —                     | —     | —                                          | —                                                             | 2      | —                                  |
| 10. хутір підсудка Зарудного                                 | —                   | —           | —           | —           | —      | —                | —                     | —     | —                                          | 2                                                             | 2      | —                                  |
| 11. хутір того ж Зарудного                                   | —                   | —           | —           | —           | —      | —                | —                     | —     | —                                          | 1                                                             | 1      | —                                  |
| 12. хутір козака Якубовича                                   | —                   | —           | —           | —           | —      | —                | 1                     | —     | —                                          | —                                                             | 1      | —                                  |
| 13. хутір значкового товариша Кизя                           | —                   | —           | —           | —           | —      | —                | —                     | —     | —                                          | 2                                                             | 2      | —                                  |
| 14. хутір козака Довженка, він же і Компанѣεць               | —                   | —           | —           | —           | —      | —                | 1                     | —     | —                                          | —                                                             | 1      | —                                  |
| 15. хутір статського радника Апостола                        | —                   | —           | —           | —           | —      | —                | —                     | —     | —                                          | 2                                                             | 2      | —                                  |
| 16. хутір козака Євтушенка                                   | —                   | —           | —           | —           | —      | 2                | —                     | —     | —                                          | —                                                             | 2      | —                                  |
| 17. хутір козака Коваленка                                   | —                   | —           | —           | —           | —      | —                | —                     | —     | —                                          | 1                                                             | 1      | —                                  |
| 18. хутір козака Лукяна Ковалεнка                            | —                   | —           | —           | —           | —      | —                | —                     | —     | —                                          | 1                                                             | 1      | —                                  |
| 19. хутір бунчукового товариша жінки Ломиковського           | —                   | —           | —           | —           | —      | —                | —                     | —     | —                                          | 1                                                             | 1      | —                                  |
| 20. хутір обозного полкового Родзянки                        | —                   | —           | —           | —           | —      | —                | —                     | —     | —                                          | 26                                                            | 26     | —                                  |
| 21. хутір козака Мельника                                    | —                   | —           | —           | —           | —      | 2                | —                     | —     | —                                          | —                                                             | 2      | —                                  |
| 22. хутір козака Дубини                                      | —                   | —           | —           | —           | —      | 1                | —                     | —     | —                                          | —                                                             | 1      | —                                  |
| 23. хутір козака Кузьменка                                   | —                   | —           | —           | —           | —      | —                | —                     | —     | —                                          | 2                                                             | 2      | —                                  |
| 24. хутір сотника Павелка                                    | —                   | —           | —           | —           | —      | —                | —                     | —     | —                                          | 4                                                             | 4      | —                                  |
| 25. хутір того ж Павелка                                     | —                   | —           | —           | —           | —      | —                | —                     | —     | —                                          | 18                                                            | 18     | —                                  |
| 26. хутір значкового товариша Павелка                        | —                   | —           | —           | —           | —      | —                | —                     | —     | —                                          | 6                                                             | 6      | —                                  |
| 27. хутір козака Швайки                                      | —                   | —           | —           | —           | —      | —                | —                     | —     | —                                          | 1                                                             | 1      | —                                  |
| 28. хутір осавула сотенного Харченка                         | —                   | —           | —           | —           | —      | —                | —                     | —     | —                                          | 5                                                             | 5      | —                                  |
| 29. хутір хорунжого полкового Короленка                      | —                   | —           | —           | —           | —      | —                | —                     | —     | —                                          | 3                                                             | 3      | —                                  |
| 30. хутір козачки Мартиненкової                              | —                   | —           | —           | —           | —      | 3                | —                     | —     | —                                          | —                                                             | 3      | —                                  |
| 31. хутір осавула сотенного Яриги                            | —                   | —           | —           | —           | —      | —                | —                     | —     | —                                          | 1                                                             | 1      | —                                  |
| 32. хутір сотника Павелка з братом                           | —                   | —           | —           | —           | —      | —                | —                     | —     | —                                          | 4                                                             | 4      | —                                  |
| 33. хутір військового товариша Ячного                        | —                   | —           | —           | —           | —      | —                | —                     | —     | —                                          | 3                                                             | 3      | —                                  |
| 34. хутір сотника Осипова                                    | —                   | —           | —           | —           | —      | —                | —                     | —     | —                                          | 2                                                             | 2      | —                                  |
| 35. хутір попаді Христіяновичевої                            | —                   | —           | —           | —           | —      | —                | —                     | —     | —                                          | 2                                                             | 2      | —                                  |
| 36. хутір значкових товаришів Кузѣвь                         | —                   | —           | —           | —           | —      | —                | —                     | —     | —                                          | 3                                                             | 3      | —                                  |
| 37. хутір підполковника князя Ратієва                        | —                   | —           | —           | —           | —      | —                | —                     | —     | —                                          | 1                                                             | 1      | —                                  |
| 38. хутір священика Чекасовського                            | —                   | —           | —           | —           | —      | —                | —                     | —     | —                                          | 1                                                             | 1      | —                                  |
| Разом у частині сотні 1-ї Миргородської                      | 21                  | 45          | 20          | 16          | —      | 1039             | 544                   | —     | 64                                         | 1167                                                          | 2814   | 7061                               |
| Відійшли до Лубенського повіту (Київського намісництва):     |                     |             |             |             |        |                  |                       |       |                                            |                                                               |        |                                    |
| село Кибинці                                                 | 1                   | 4           | 1           | 1           | —      | 24               | 38                    | —     | —                                          | 158                                                           | 220    | —                                  |
| село Шарківщина                                              | —                   | —           | 1           | 1           | —      | —                | —                     | —     | —                                          | 96                                                            | 96     | —                                  |
| 1. хутір бунчукового товариша Соханського                    | —                   | —           | —           | —           | —      | —                | —                     | —     | —                                          | 2                                                             | 2      | —                                  |
| 2. хутір сотника Осипова жінки                               | —                   | —           | —           | —           | —      | —                | —                     | —     | —                                          | 2                                                             | 2      | —                                  |
| 3. хутір козака Проскури                                     | —                   | —           | —           | —           | —      | 1                | —                     | —     | —                                          | —                                                             | 1      | —                                  |
| 4. хутір Ромоданівський (нині півн.-сх. частина смт Ромодан) | —                   | —           | —           | —           | —      | —                | —                     | —     | —                                          | 33                                                            | 33     | —                                  |
| 5. хутір Конюшиний                                           | —                   | —           | —           | —           | —      | —                | —                     | —     | —                                          | 4                                                             | 4      | —                                  |
| 6. хутір бунчукового товариша Забѣли                         | —                   | —           | —           | —           | —      | —                | —                     | —     | —                                          | 6                                                             | 6      | —                                  |
| 7. хутір козака Матвѣεнка                                    | —                   | —           | —           | —           | —      | —                | —                     | —     | —                                          | 1                                                             | 1      | —                                  |
| Разом у частині сотні 1-ї Миргородської                      | 1                   | 4           | 2           | 2           | —      | 25               | 38                    | —     | —                                          | 302                                                           | 365    | 1066                               |
| Всього у сотні 1-й Миргородській                             | 22                  | 49          | 22          | 18          | —      | 1064             | 582                   | —     | 64                                         | 1469                                                          | 3179   | 8127                               |